# Tromatobia ornata
Tromatobia ornata là một loài tò vò trong họ Ichneumonidae.